# Parafia Najświętszego Serca Pana Jezusa w Podbrzeziu
Parafia Najświętszego Serca Pana Jezusa w Podbrzeziu (lt. Švč. Jėzaus Širdies parapija) – parafia rzymskokatolicka administracyjnie należąca do dekanatu kalwaryjskiego archidiecezji wileńskiej.